# マイク・ジョーンズ (ボクサー)
マイク・ジョーンズ（Mike Jones、1983年4月26日 - ）は、アメリカの男性プロボクサー。ペンシルベニア州フィラデルフィア出身。元NABF北米並びにNABA北米並びにWBCアメリカ大陸ウェルター級王者。アウトボクシングを主体にした選手。

## 来歴
シングルファザーであり、ボクシングで食べていけるようになるまではアメリカのホームセンターのザ・ホーム・デポに勤務していた。
2005年12月16日、ジョーンズは地元フィラデルフィアでデビューを果たし2回48秒TKO勝ちで白星でデビューを飾った。
2007年5月4日、7戦目でMGMグランド・ガーデン・アリーナでギルベルト・ゲバラと対戦し初回2分46秒TKO勝ち。
2008年8月29日、ジュリアノ・ラモスとNABA北米ウェルター級王座決定戦を行い6回1分12秒TKO勝ちで王座獲得に成功した。
2009年3月6日、ダイロ・エサラスと対戦し2回1分56秒KO勝ちで初防衛に成功した。
2009年8月8日、レニン・アローヨと対戦し10回3-0(2者が99-91、98-92)の判定勝ちで2度目の防衛に成功した。
2010年2月27日、ヘンリー・ブルセレスと対戦し10回3-0(2者が98-92、97-92)の判定勝ちで3度目の防衛に成功した。
2010年4月17日、ニュージャージー州アトランティックシティのボードウォーク・ホールでタフで鳴らすヘクター・ムニョスとNABO北米ウェルター級王座決定戦を行い5回2分3秒TKO勝ちでNABA王座は4度目、NABO王座獲得に成功した。
2010年7月9日、ルヴィング・ガルシアと対戦し5回1分22秒KO勝ちでNABO王座は初、NABA王座は5度目の防衛に成功した。
2010年11月13日、カウボーイズ・スタジアムでマニー・パッキャオVSジョシュア・クロッティの前座でヘスス・ソト・カラスとWBCアメリカ大陸ウェルター級王座決定戦を行ったが、ジョーンズはキャリア初の苦戦を演じ激闘王ソト・カラスのパンチを前に、距離をうまく取れなかった。12回2-0(95-94、97-93、94-94)の判定勝ちでWBCアメリカ大陸王座獲得に成功と同時にNABO王座は2度目、NABA王座は6度目の防衛に成功した。
2011年2月19日、マンダレイ・ベイ・イベント・センターでヘスス・ソト・カラスと再戦するも前回同様に苦戦し、12回3-0(115-113、116-112、117-111)の判定勝ちでWBCアメリカ大陸王座は初、NABO王座は3度目、NABA王座は7度目の防衛に成功した。
2011年12月3日、マディソン・スクエア・ガーデンでセバスチャン・アンドレス・ルジャンと対戦し12回3-0(118-110、2者が119-109)の判定勝ちでNABO王座は4度目、NABA王座は8度目の防衛とIBF世界ウェルター級王者アンドレ・ベルトへの挑戦権獲得に成功した。
2012年6月9日、MGMグランド・ガーデン・アリーナでマニー・パッキャオVSティモシー・ブラッドリーの前座で登場。元WBO世界スーパーライト級王者並びにWBA世界ウェルター級暫定王者のランドール・ベイリーと対戦。試合前の前評判は圧倒的にジョーンズが有利の下馬評だった。最初の2ラウンドはベイリーのパワーに押されるが、3回以降はベイリーのパワーを殺しながらアウトボクシングで有利に試合を運んだ。しかし10回にKOで勝つしか無くなったベイリーのワンツーストレートでジョーンズはダウンを奪われ、流れがジョーンズの劣勢に一気に傾いた。それでも10回終了時のスコアは3-0(97-93、98-92、99-91)でジョーンズの大量リードであったが、11回ベイリーの右アッパーをもらってダウン。起き上がろうとするが、ふらついたところでレフェリーがそのままストップ。キャリア初黒星となる11回2分52秒KO負けを喫し下馬評有利の期待を裏切る形で王座獲得に失敗した。 
その後は、プロモーターの確執や、次々にトレーナーを変えた事でブランクを作る。その間に村田諒太のスパーリングパートナーを務めるなどしていたが、2014年8月23日、2年2か月振りの試合でジェイミー・ヘレイラとウェルター級契約10回戦で対戦。しかしジョーンズの左目の腫れが酷くなったことでドクターが試合をストップ、7回終了時棄権負けを喫した。

## 獲得タイトル
- NABA北米ウェルター級王座
- NABO北米ウェルター級王座
- WBCアメリカ大陸ウェルター級王座